# 西島村 (山梨県)
西島村（にしじまむら）は山梨県南巨摩郡にあった村。現在の身延町西嶋にあたる。

## 地理
- 河川：富士川

## 歴史
- 1889年（明治22年）7月1日 - 町村制の施行により、近世以来の西島村が単独で自治体を形成。
- 1954年（昭和29年）8月17日 - 大須成村・静川村・曙村と合併して中富町が発足。同日西島村廃止。

## 交通

### 道路
- 国道52号